# 황인수
황인수(黃仁銖, 1960년 9월 6일 ~ )은 대한민국의 EBS 심의위원이다.

## 학력
- 중앙고등학교
- 한국외국어대학교 신문방송학 학사

## 경력
- EBS 편성실 실장
- EBS 평생교육본부 본부장
- 2006년 : EBS 제작본부 교양문화팀 제작위원
- 2003년 12월  : EBS TV제작1국 1CP
- 2001년 : EBS 방송본부 TV제작1국 사회팀장
- EBS 미디어 대표